# 高柳信也
高柳 信也（たかやなぎ しんや、1970年4月23日 - ）は、福井県吉田郡出身の鍼灸師・柔道整復師。元トヨタ自動車女子バスケットボール部コンディショニングコーチ。
現在は福井市にて鍼灸整骨院を開業。仕事の傍らトレーニング指導もしている

## 経歴
北陸高校バスケットボール部で、佐古賢一東野智弥、らとともに全国大会優勝に貢献。
その後　日本大学を経てクレーマージャパンに入社（1993-94）、脱サラ後、明治東洋医学院専門学校鍼灸科に入学。
日本大学ではレバンガ札幌折茂武彦と同級生である。
- 1994年12月-1998年3月　松下電器スーパーカンガルーズ（日本リーグ優勝2回94-95　天皇杯優勝95.98）コンディショニングコーチ
- 1998年6月-2001年3月　OSGフェニックストレーナー（日本リーグ2部優勝）
- 2003年-2006年バスケットボール大阪府少年男子国体チームトレーナー
- 2007年4月 - WJBLトヨタ自動車アンテロープスコンディショニングコーチ
- 2007年 - 2008年 リーグ3位　天皇杯3位、2009年リーグ3位　天皇杯3位、2010年リーグ2位　天皇杯2位
- 2010年7月 たかやなぎはりきゅう整骨院を開設[1]